# Formica calviceps
Formica calviceps é uma espécie de formiga do gênero Formica, pertencente à subfamília Formicinae.